# Прекмурско-словенский язык
Прекмурско-словенский язык — региональный литературный язык прекмурских словенцев (в терминологии А. Д. Дуличенко — славянский литературный микроязык). В его основе лежат говоры прекмурского диалекта паннонской группы словенского языка, которые обнаруживают тесные исторические связи с кайкавским наречием хорватского языка. Одной из характерных черт языка является частое употребление гласных ö и ü, а также дифтонгов au и ou. В прекмурско-словенском языке используется, по преимуществу, латиница словенского типа. Наблюдается переход на морфологический или морфолого-фонетический принцип письма.

## География и самоназвания языка
Распространён в Прекмурье — исторической области, охватывающей северо-восточную Словению и близлежащие районы Венгрии и Австрии. К настоящему моменту[когда?] существуют (или существовали) шесть вариантов самоназвания данного языка:
- Prekmurščina («прекмурское наречие»; knjižna prekmurščina — «литературный прекмурский язык»),
- Prekmürščina («прекмурское наречие»),
- Prekmörščina («прекмурское наречие»),
- Sztári szlovenszki jezik («старый словенский язык»),
- Vend-szlovenszki jezik («вендско-словенский язык»),
- Porabije (наречие порабье в Венгрии).

## История языка
У прекмурских словенцев (с XI по XVIII вв.) первым литературно-религиозным языком была хорватская кайкавщина. Под её влиянием, в эпоху распространения протестантизма предпринимаются первые попытки создания прекмурско-словенского литературного языка. В XVI—XVIII вв. в его основу легли равенский и горицский говоры (первая прекмурская книга 1715 г. — катехизис М. Лютера, переведенный Францем Темлином — Franc Temlin; а также творчество крупнейшего евангелического писателя Штевана Кюзмича — Števan Küzmič, 1723—1779). Позже литературный прекмурско-словенский язык развивался также на основе долинского говора. В особенности, используют этот говор католические литераторы (крупнейшей фигурой здесь был Миклош Кюзмич — Miklóš Küzmič, 1737—1804). В XIX веке всё шире распространяется мнение о необходимости развития прекмурско-словенского литературного языка «с оглядкой» на общесловенский литературный язык. После Второй мировой войны прекмурцы-католики перешли на общесловенский литературный язык; прекмурцы-евангелисты в 20-е гг. XX в. вернулись к старой венгерской графике и продолжают использовать свой старый литературный язык для узко-конфессиональных целей.
У прекмурских словенцев сначала развиваются религиозные жанры, затем (в последней трети XIX в.) — светские: публикуются стихи Имре Агустича (Imre Agustič), Йожефа Клекла ст. (Jožef Klekl st.) и Йожефа Баши-Мирослава (Jožef Baša Miroslav).
Литературный язык словенцев Прекмурья складывался в XVIII веке с «опозданием» от словенского литературного языка Крайны на два столетия. Это отставание объясняется тем, что Прекмурье было изолировано от других словенских земель, благодаря своему расположению в Венгерской части империи Габсбургов (Транслейтании), где в образовании господствовал венгерский язык. Интеллигенция Центральной Словении открыла для себя прекмурский язык только в XIX веке, и даже позаимствовала из него ряд конструкций. После присоединения Прекмурья в 1919 году к «Словенскому массиву», прекмурский язык стал вытесняться общесловенским языком. Газеты на прекмурском выходили до середины 1930-х годов.
В настоящее время на прекмурском выходят в основном книги религиозной тематики, издаваемые Евангелической церковью Словении.
В результате созданных после первой мировой войны государственных границ, единый до того микроязык распался на два диалекта: «prekmurščina» в Словении, и «porabije» ‛порабье’ в Венгрии (от названия реки Раба). В прекмурском языке появились элементы словенского языка, тогда как диалект порабье в Венгрии остался более архаичным.

### Термин «Windisch»
Появление названия «венд» обычно связывают с тем, что по политическим соображениям прекмурский иногда рассматривали как самостоятельный язык. По другому мнению, это разновидность словенского языка, своеобразный региональный язык, как например неаполитанский или калабрийский в Италии. Название «венд» — историческое. От средневековья до XIX века название проживающих в Венгрии словен было «тот», а их язык соответственно «тотский язык». В XVI веке возникло (или широко распространилось) мнение о происхождении словен от древней народности вандалов, поэтому в латинских официальных грамотах встречаются такие названия языка, как lingua vandalica и vandalszki jezik. Существует церковная книга 1587 года издания — так называемая Agenda Vandalica. Словен немцы называли вендами, («wendisch» или «windisch»), и это же мнение отражено в религиозных научных текстах XVIII века.

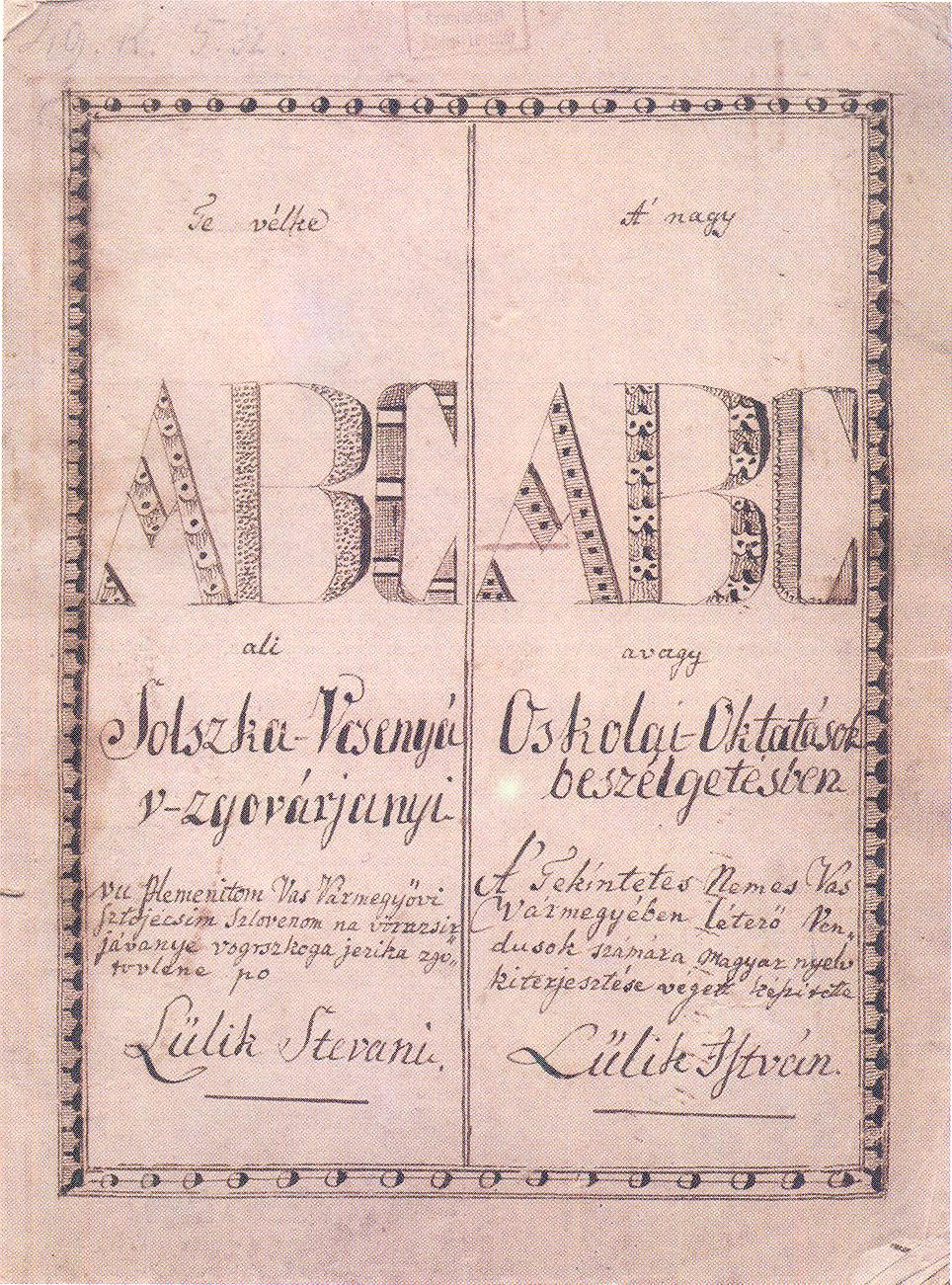
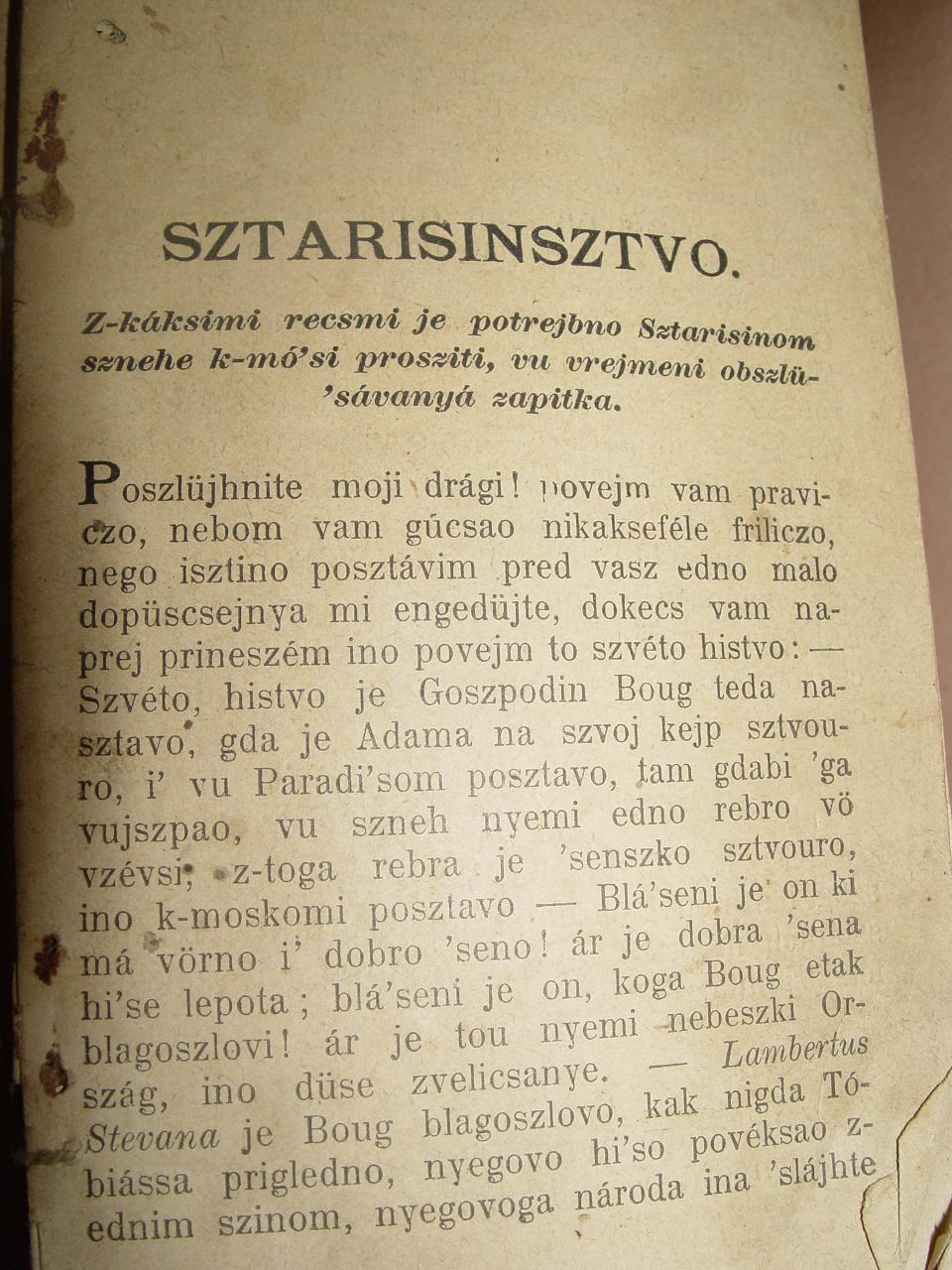
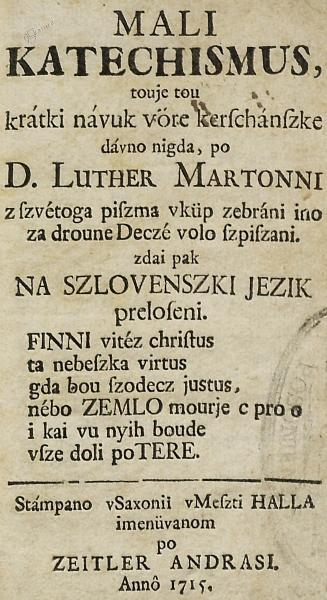